# Greater Mount Robson Area
Greater Mount Robson Area także Robson Group – pasmo górskie a właściwie grupa górska w środkowej części grani głównej Canadian Rockies w łańcuchu Gór Skalistych (należąca do podgrupy Northern Continental Ranges) leżąca w Kanadzie, w prowincjach Kolumbia Brytyjska (93 proc.) i Alberta (7 proc.). Od południowego zachodu ogranicza je Rów Gór Skalistych (dolina rzeki Fraser). Na północ od niej jest pasmo Resthaven Group, a na południe pasmo Selwyn Range (w podgrupie Central Main Ranges). Od wschodu graniczy z pasmem North Central Park Ranges. 
Grupa zajmuje powierzchnię 2055 km² i rozciąga się na długości 47 km z północy na południe i 79 km ze wschodu na zachód.
Greater Mount Robson Area dzieli się na trzy części. Są to: 
- Horsey Creek Area z najwyższymi szczytami Celtic Peak (2977 m) i Tindill Peak (2696 m)

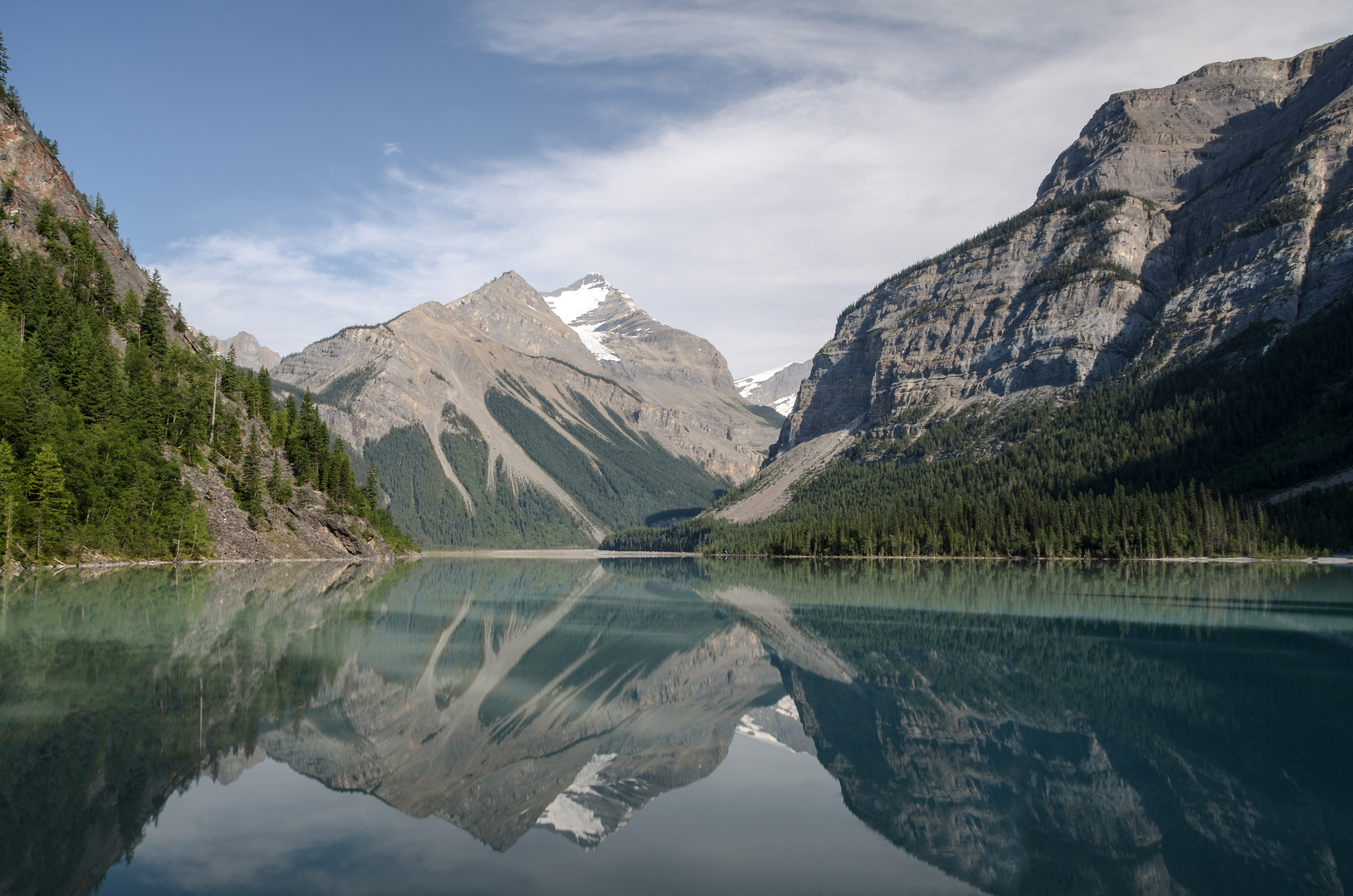
Whitehorn Mountain nad jeziorem Kinney

- Whitehorn Mountain nad jeziorem KinneyWhitehorn Group z najwyższymi szczytami Whitehorn Mountain (3246 m), Mount Phillips (3246 m) i Mumm Peak (2964 m)
- Rainbow Range z najwyższym szczytem Gór Skalistych w Kanadzie Mount Robson (3959[2] m, 3954[1] m) oraz szczytami Resplendent Mountain (3408[2] m, 3426[1] m) i Lynx Mountain (3180 m)[2][1].

Dużą część Greater Mount Robson Area zajmuje Mount Robson Provincial Park wpisany na Listę Światowego Dziedzictwa UNESCO w 1990 roku. Na wschodzie sąsiaduje on z Jasper National Park.
Na terenie pasma są źródła rzeki Fraser, liczne lodowce, jeziora (m.in. jeziora Berg i Kinney), wodospady i kaniony. 
Najbliżej w pobliżu pasma znajduje się miejscowość Mount Robson.